# نجد الغيل (يهر)

تعديل مصدري - تعديل

نجد الغيل هي إحدى قرى عزلة يهر بمديرية يهر التابعة لمحافظة لحج، بلغ تعداد سكانها 119 نسمة حسب تعداد اليمن لعام 2004.